# Culicoides kyushuensis
Culicoides kyushuensis är en tvåvingeart som beskrevs av Yuiti Wada 1986. Culicoides kyushuensis ingår i släktet Culicoides och familjen svidknott. Inga underarter finns listade i Catalogue of Life.